# Ismael Montes
Ismael Montes Gamboa (Coro Coro, Bolivia; 5 de octubre de 1861 - La Paz, Bolivia, 16 de octubre de 1933) fue un militar, abogado y político boliviano. Ocupó la presidencia de Bolivia en dos ocasiones: su primer gobierno fue desde el 14 de agosto de 1904 hasta el 12 de agosto de 1909 y el segundo desde el 14 de agosto de 1913 hasta el 15 de agosto de 1917. Durante su primer mandato se firmó el Tratado de Paz y Amistad con Chile del 20 de octubre de 1904.
Su figura también se destaca a nivel nacional por haber sido el único presidente de Bolivia que llegara a participar en tres conflictos bélicos internacionales que implicaron a Bolivia y en diferentes épocas. Con apenas 18 años, Montes combatió en la guerra del Pacífico con Chile (1879-1880), a sus 40 años estuvo presente en la guerra del Acre con Brasil (1900-1903) y ya finalmente a sus 71 años de edad en la guerra del Chaco con Paraguay (1932-1935).

## Biografía
Ismael Montes Gamboa nació el 5 de octubre de 1861 en Coro Coro, Bolivia. Perteneció a una familia acomodada de clase media debido a que su padre era militar. Ismael fue hijo del general Clodomiro Montes y Tomasa Gamboa. Realizó sus estudios primarios y secundarios en su ciudad natal.
En 1878, continuo con sus estudios superiores ingresando a la Facultad de Derecho de la Universidad Mayor de San Andrés (UMSA) pero debido a la invasión del ejército chileno al poblado boliviano de Antofagasta el 14 de febrero de 1879, Ismael Montes decide dejar la universidad para enlistarse como soldado raso en el Regimiento "Murillo" perteneciente en ese entonces a la "Legión Boliviana", a sus 18 años de edad durante la guerra del Pacífico.
En 1880, el regimiento de Ismael Montes es destinado a participar en la Batalla del Alto de la Alianza (última gran batalla entre Bolivia y Chile en la guerra), en la cual, Ismael participó pero apenas sobrevivió, terminando la batalla muy gravemente herido, siendo de paso posteriormente capturado por el ejército chileno y quedando luego como prisionero de guerra.
A su retorno a Bolivia, debido al heroísmo que había demostrado en combate, Montes fue ascendido directamente al grado de capitán por el gobierno de ese entonces. Una vez terminada la guerra del Pacífico para Bolivia en 1880, Ismael inició su carrera militar trabajando como instructor en el ejército boliviano. Pero en 1884, Montes decide retirarse del ejército para continuar con estudios universitarios en el área del derecho en la Universidad Mayor de San Andrés (UMSA), los cuales los había dejado al comenzar la guerra. Se graduó con el título de abogado el 12 de junio de 1886.
Ya desde sus años de universitario, Montes se convertiría en militante del Partido Liberal de Bolivia.

## Vida política

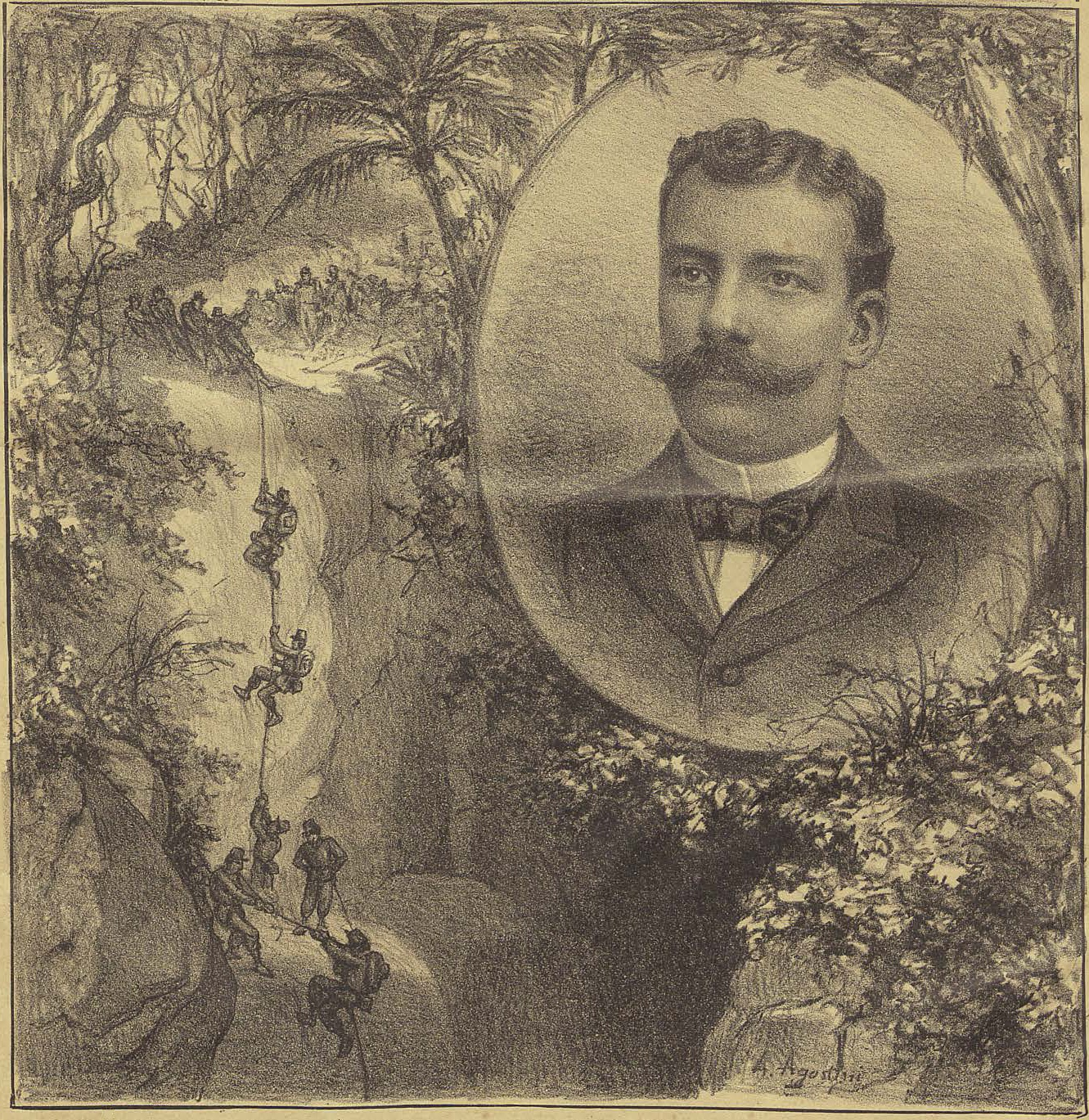
Coronel Ismael Montes, comandante de la 1.ª Expedición a Acre.

En 1890, a sus 29 años, Montes fue elegido Diputado, pero su ideología liberal colisionó con el conservadurismo entonces preponderante, lo que le impidió ganar en las siguientes elecciones. Posteriormente, logró por concurso la cátedra de Derecho Civil en la facultad de derecho de la Universidad Mayor de San Andres (UMSA).
Como liberal participó en la revolución federal de 1898, bajo las órdenes del coronel José Manuel Pando. Ascendió a coronel y fue nombrado jefe del estado mayor general. Asistió a la Asamblea de Oruro, y ya bajo la presidencia constitucional de Pando (1899-1904), fue nombrado ministro de Guerra de Bolivia.
Durante su calidad como ministro, Montes se preocupó por mejorar al ejército, sometiéndolo a una mayor disciplina y dotándolo de material moderno. Montes encabezó también una expedición militar para ir a combatir al norte del país contra los filibusteros brasileños en la llamada guerra del Acre (1900-1903). Terminada la guerra se dedicó de lleno a la política, con la intención de reemplazar a José Manuel Pando cuando concluyera su período de gobierno.
En 1904, su partido (gobiernista) lo eligió como candidato a la presidencia. Su opositor fue Lucio Pérez Velasco, resultando triunfador tras unas reñidas elecciones.

## Presidente de Bolivia

### Primer gobierno (1904-1909)

Presidente constitucional Ismael Montes Gamboa durante su primer gobierno en 1904.

Durante su primer gobierno, Montes implantó mejoras notables, que hicieron aumentar las rentas públicas y también la entrada de capital extranjero. 
- Realizó un vasto plan educativo; construyó escuelas, creó la Escuela de Maestros, trajo una misión pedagógica belga con el fin de sistematizar la educación.
- Logró la aprobación de un importante plan ferroviario.
- El 20 de octubre de 1904 se firmó el Tratado de Paz y Amistad con Chile que puso fin al estado de guerra existente entre ambos países desde la guerra del Pacífico de 1879-1880 (pues en 1884 solo se había firmado un Pacto de Tregua), reconociendo la cesión absoluta y perpetua del litoral boliviano ocupado por Chile.

Según la historiografía boliviana de mediados del siglo XX en adelante, este tratado, cuyas negociaciones empezaron en el gobierno de José Manuel Pando, fue el resultado de la presión atosigante ejercida por Chile sobre Bolivia (motivada por la expropiación de capital chileno y extranjera que gatilló la guerra del Pacífico), con controles aduaneros y restricciones comerciales. Los gobiernos liberales de Pando y Montes, creyeron que ya era hora de voltear la página y se convencieron de que el desarrollo de los ferrocarriles y el libre tránsito, estipulados en el Tratado, eran compensaciones que valían el sacrificio. 
La verdad es que Chile había firmado en 1902 un tratado con Argentina que terminó con la carrera armamentística con Buenos Aires, reduciendo su personal militar, creándose una ley de servicio militar obligatorio y reduciendo el número de unidades navales, por lo que difícilmente Chile podía aspirar a presionar militarmente al gobierno de Sucre.
- Suscribió también un tratado comercial y aduanas con el Perú (1905).
- Dio medidas liberales, como el establecimiento del matrimonio civil, la libertad de cultos y la abolición del fuero eclesiástico, lo que provocó la ruptura de la Santa Sede con el gobierno nacional.
- Modernizó al ejército de Bolivia, logrando traer desde Europa a la misión militar francesa.

Para las elecciones presidenciales de 1908, el gobierno propició la candidatura del político Fernando Eloy Guachalla para Presidente y Eufronio Viscarra para Vicepresidente, fórmula que resultó triunfadora; pero Guachalla enfermó y falleció poco antes de asumir la presidencia.
Por instrucciones de Montes, la mayoría liberal en el Congreso negó al vicepresidente Viscarra el derecho de sucesión, alegando que la muerte del titular se había producido antes de la toma de posesión del cargo.  Montes continuó gobernando un año más, hasta que en 1909, en las nuevas elecciones presidenciales dieron por triunfador al candidato del liberalismo Eliodoro Villazón Montaño (también del Partido Liberal).
Una vez realizado el traspaso de mando presidencial, Montes viajó a Europa para ejercer funciones diplomáticas representando a Bolivia.

### Segundo gobierno (1913-1917)

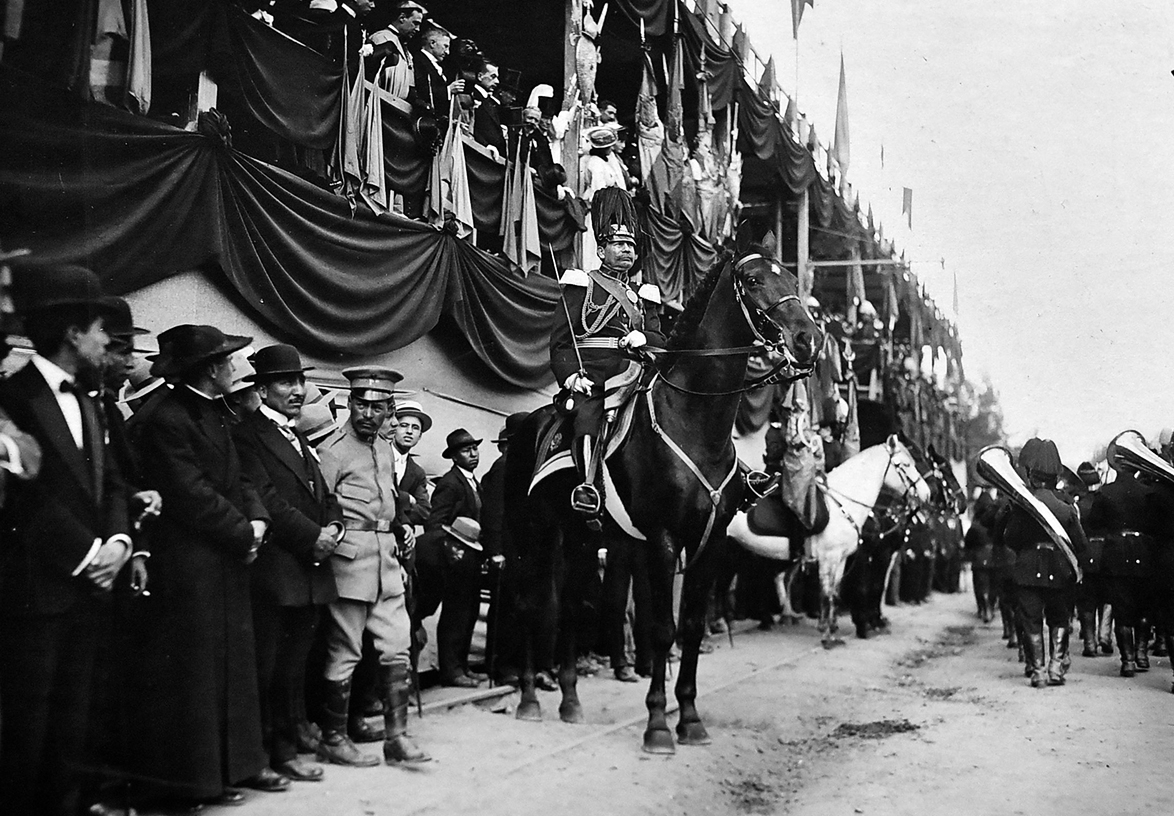
Parada militar en el gobierno de Ismael Montes.

En 1913, Montes retornó a Bolivia para postular nuevamente a la presidencia de la república. Ganó ampliamente las elecciones presidenciales de 1913 y retomó el poder, hasta el año 1917. Las obras más importantes de este segundo mandato fueron las siguientes:
- La fundación del Banco de la Nación
- Se inició la construcción de los ferrocarriles Potosí - Villazón y Potosí - Sucre
- Se continuó impulsando la educación pública.

En el plano político, aumentó la disidencia de los miembros del Partido Liberal, que en 1914 fundaron el Partido Republicano, encabezado por el general y ex presidente de Bolivia José Manuel Pando. Este fue encontrado muerto en un barranco, cerca de El Kenko (alturas de La Paz) el 17 de junio de 1917, hecho que fue considerado entonces como un crimen político, perpetrado por instigación del partido liberal.
Sin embargo, modernas investigaciones han determinado que esta muerte fue por causas naturales.
Al acercarse el fin de su periodo constitucional, Montes propició la candidatura del liberal José Gutiérrez Guerra, que resultó triunfante, manteniéndose así la hegemonía del Partido Liberal.
Culminado su gobierno, Montes pasó a ser embajador de Bolivia en Francia. En 1920 se hallaba todavía en la ciudad de París, cuando los liberales fueron desalojados del poder por los republicanos en Bolivia, lo que obligó a Montes a seguir residiendo en Francia como exiliado hasta el año 1928. Año en que regresó a Bolivia para asumir la jefatura del Partido Liberal.

## Guerra del Chaco y fallecimiento
Durante su vida, Montes había empezado su trayectoria militar desde muy temprana edad participando inicialmente en la guerra del Pacífico en 1879, luego en la guerra Civil de 1898-1899 y finalmente en la guerra del Acre de 1900-1903. Estos conflictos internacionales como también internos le habían dado valiosas experiencias adquiriendo prestigio militar a nivel nacional durante más de 50 años. Es por este motivo que para la guerra del Chaco (1932-1935), el presidente Daniel Salamanca decide comisionarlo como asesor militar del ejército boliviano en el chaco.
Pero durante la guerra, Ismael Montes no pudo presenciar el desenlace y la conclusión de la misma, ya que mientras se desempeñaba aún en el cargo de asesor militar y debido a su avanzada edad, falleció el 16 de octubre de 1933 en la ciudad de La Paz a los 72 años de edad.
Actualmente uno de sus automóviles particulares se encuentra en el museo de la ciudad de La Paz.